# Voldby (Favrskov Kommune)
 For alternative betydninger, se Voldby. (Se også artikler, som begynder med Voldby)
Voldby er en driftig landsby i Østjylland med 467 indbyggere  (2024).
Byen ligger to kilometer syd for Hammel og 20 kilometer vest for Aarhus. Voldby ligger i Region Midtjylland og tilhører Favrskov Kommune.

## Transport og beliggenhed
Ud over at Voldby ligger lige syd for handelsbyen Hammel er byen geografisk tæt på mange af de store handelsbyer i Midtjylland, hvor både Viborg (43 km), Silkeborg (25 km) Randers (33 km) og Aarhus (22 km) kan nås på en halv time i bil. Byen er desuden forbundet med busrute 114 til Aarhus, som kører i kvarters/halvtimes-drift i myldretiden og ellers hver time fra tidlig morgen til over midnat. Midttrafik står for driften af rute 114.
Voldby bliver muligvis koblet på motorvejsnettet i fremtiden, hvis planerne om Viborgmotorvejen mellem Aarhus og Viborg bliver en realitet. Motorvejen er planlagt til at gå et par kilometer syd om byen og vil i så fald formindske pendlertrafik, tung trafik gennem byen samt trafikstøj fra Viborgvej.
Voldby er beliggende i Voldby Sogn og Voldby Kirke ligger i byen.

## Voldby Friluftsbad
Byens helt store aktiv er Voldby Friluftsbad, der er et blåt åndehul i Midtjylland, hvor midt- og østjyske familier og unge søger hen i sommervarmen, når man ikke har lyst og mulighed for at tage til stranden. Voldby Badet, der har åbent fra midt maj til slut august, består af et svømmebassin på 25 meter, et børnebassin på 8 meter, omklædningsfaciliteter, en kiosk samt en overdækket pavillon.
Ud over offentlig svømning bruges badet også til udlejning, hvor oplandets mange foreninger, skoler og klubber lejer sig ind, ligesom der er en mandagsbadeklub og udlejning til private arrangementer. Badet drives som det ene to friluftsbade i Danmark af frivillige - herunder Voldby beboerforening samt en lang række af byens borgere. Alt overskud fra badet går til byen.

## Faciliteter
I byen bor mange pendlerfamilier med børn samt ældre, som nyder godt af fordelene ved at være tæt på indkøbsmuligheder, institutioner og fritidstilbud i Hammel, men samtidig har hyggen, fællesskabet og sammenholdet, som en landsby tilbyder. I byen ligger der:
- Friluftscenter Sprækkebjerg med blandt andet klatrevæg, forhindringsbane, fodboldgolf og paintball
- Voldby Købmandsgaard med salg af specialvarer som øl, vin, spiritus og økologiske madvarer
- Et forsamlingshus, der drives af borgerforeningen, hvor der ud over privat udlejning jævnligt er aktiviteter som øl- og vinsmagning, fællesspisning samt juletræs- og fastelavnsfest.
- En cykelhandler, frisør og flere håndværkere samt mindre virksomheder

## Byens beboerforening
Beboerforeningen i Voldby er en aktiv frivillig forening, der står for driften af både byens forsamlingshus, Voldby Friluftsbad samt klubhuset og aktiviteter i byen. Foreningen består af en formand, en kasser og syv øvrige bestyrelsesmedlemmer.

## Byens historie
Voldby er en gammel landsby og kan dateres tilbage til omkring år 1200, hvor byens kirke blev bygget. Dermed har byen eksisteret siden middelalderen og højst sandsynligt også før. Byens navn stammer tilbage til vikingetiden, hvor endelser på -um, -by og -torp var almindelige. Hvad endelsen -by angår, be- tyder ordet boplads eller bosted. Vold betegner på oldnordisk græsgang eller slette. Voldby betyder derfor byen på græssletten.
Voldby er en uregelmæssig vejforteby, hvilket vil sige, at byen er planlagt omkring en fælles forte, der er udformet omkring et vejforløb - det forløb, der senere blev til Viborgvej. Denne forte var byens fælles jord indeholdende vejforløb og græsningsareal for byens husdyr med adgang til bækken. Forten var samtidig inddelt i lodder, så hver gård havde sin egen lod, som man kunne opdyrke som køkkenhave. Man kan sige, at det historiske gadeforløb, omkring den tidligere forte, i dag er byens fysiske forening på tværs af Viborgvej.
Efter udskiftningen i 1786 blev jordstykkerne inde i forten efterhånden bebygget med huse, blandt andet ligger byens forsamlingshus og købmanden i dag på den gamle fortejord. Byjorden mellem Åvej og Viborgvej er et fint, lille rum, og arealet fortæller om den sidste rest uberørte fortejord i byen.

Igennem tiden har gårdene i landsbyen været fæstegårde under Frijsenborg Slot, hvilket betød at bonden skulle udføre hoveriarbejde for greven, før han kunne passe sin egen jordlod. I 1852 fik bønderne tilbud om, at købe deres gårde fri fra Frijsenborg. Mange af bønderne måtte skille sig af med nogle af deres jordlodder for at klare økonomien. Dette førte til, at der blev foretaget nye udstykninger og bygget nye gårde også i yderområderne.